# Victoria Bezetti
Victoria Bezetti (născută Victoria Frâncu; n. 11 martie 1937 – d. 27 februarie 2022) a fost o soprană română.

## Biografie
Victoria Bezetti s-a născut în orașul Constanța, unde a urmat și cursurile primare și gimnaziale.
În anul 1960 își începe studiile muzicale la Conservatorul de muzică din București, an în care debutează și în activitatea artistică, iar în anul 1964 a absolvit cursurile Conservatorului de muzică din București, după care și-a început cariera de soprană, ca solistă la teatrul Muzical Galați, unde a debutat cu rolul Gilda, din opera Rigoletto de Verdi, urmat la mică distanță, de rolul Violetta din opera La Traviata, aparținând aceluiași compozitor. Și-a perfecționat arta de canto, alături de baritonul Mircea Bezetti, care, ulterior, i-a devenit și soț.
Anul 1966, luna mai a fost cel în care a fost admisă, prin concurs, la Opera Română din București, unde a activat ca prim-solistă, până în anul 1991, când s-a retras de pe scena, pe care, vreme de 25 de  ani, a încântat iubitorii genului cu nenumăratele sale interpretări de excepție.
De-a lungul carierei sale strălucitoare, a cântat alături de marii soliști ai Operei Române, precum și de invitații de renume ai acesteia: Petre Ștefănescu Goangă, Nicolae Herlea, Giuseppe Tadei, Valentin Teodorian, Ion Piso, Florin Farcaș, Florin Georgescu, Florin Diaconescu, Iolanda Mărculescu, Ionel Voineag, Ligia Grossu, Iulia Buciuceanu, Elena Cernei, Lucia Cicoară și mulți alții.
A susținut, de asemenea, concerte de lieduri și arii de operă pe scene importante ca: Ateneul Român, Radiodifuziunea română, Sala Palatului și nenumărate filarmonici din țară.
A efectuat turnee la Berlin, Helsinki, Belgrad, Skopje, Varșovia, Siracuza, Sofia, Russe, Plevna, Plovdiv, Talin, Samarkand, Dushanbe, precum și în China, unde a efectuat o serie de concerte la Beijing, Nanking și alte orașe chineze.
A colaborat cu o trupă italiană, împreună cu care a efectuat 10 concerte cu opera La traviata de G. Verdi, în Germania, iar împreună cu baritonul Mircea Bezetti și soprana Mihaela Dinu, a cântat la Salonul Omagial Eminescu, în Franța (anul 2000).

## Distincții
Cariera sopranei Victoria Bezetti a fost recunoscută prin premii și distincții naționale și internaționale:
- Ordinul „Meritul cultural”, în grad de Cavaler”, acordat de Președinția României, în cadrul ceremoniei oficiale de la Palatul Cotroceni, din data de 23 februarie 2004 (Decretul nr. 65/2004 privind conferirea unor decorații);
- Diploma de excelență pentru întreaga activitate artistică, acordată cu prilejul aniversării a optzeci de ani de existență Operei Naționale din București, în anul 2001;
- Medalia de aur, la Festivalul de la Pleven, pentru rolul Gilda, din opera Rigoletto, de G. Verdi.

## Repertoriu
W. A. Mozart:
- Răpirea din serai – Konstanze (în limba română și limba germană);
- La Clemenza di Tito – Vitelia (concert Radiodifuziunea română);
- Flautul fermecat – Pamina;
- Don Giovanni – Zerlina și Donna Anna (concert).

G. Verdi:
- Rigoletto – Gilda;
- La Traviata – Violeta Valery;
- Bal mascat – Oscar;
- Ernani – Elvira;
- Trubadurul – Leonora;
- Otello – Desdemona;
- Aida – Aida.

G. Puccini:
- Gianni Schichi – Laureta;
- Boema – Musetta și Mimi;
- Turandot – Liu.

J. Massenet: Manon – Manon;
G. Bizet: Carmen – Micaela;
Ch. Gounod: Faust – Margareta și Siebel;
R. Strauss: Rozenkavalier – Sophie;
G. Donizetti: Lucia di Lammermoor – Lucia;
J. Offenbach: Povestirile lui Hofmann – Antonia.
Opere românești:
- P. Bentoiu: Amorul doctor – Lucinda;
- Mansi Barberis: Apus de soare – Oana;
- C. Trăilescu: Bălcescu – Florica.